# GCC
GCC er en alsidig compiler, der er udviklet i GNU-projektet. Oprindeligt var GCC en forkortelse for GNU C Compiler, men da der blev tilføjet understøttelse af flere programmeringssprog, blev forkortelsen udlagt som GNU Compiler Collection. Det er muligt at oversætte forskellige dialekter af C og C++. Desuden kan Ada, Fortran og Java oversættes.
GCC håndterer ikke kun selve oversættelsen, men sørger også for at aktivere assembler og linker, så slutproduktet er et færdigt program. Disse muligheder kan vælges fra, hvilket er en fordel, hvis GCC bruges fra make.